# Ziemia van Diemena
Ziemia van Diemena (ang. Van Diemen’s Land) – nazwa geograficzna używana w latach 1642-1855, odnosząca się do australijskiej południowo-wschodniej kolonii mieszczącej się na wyspie, która w 1855 r. została przemianowana na Tasmanię i weszła w skład Commonwealthu. Wyspa wzięła swoją nazwę od gubernatora generalnego Holenderskich Indii Wschodnich, Antonia van Diemena, który wysłał w ten rejon w 1642 r. wyprawę badawczą pod kierunkiem Abla Tasmana, który jako pierwszy Europejczyk dotarł w to miejsce. Brytyjscy osadnicy, którzy przybyli tu na początku XIX wieku, utrzymali tę nazwę.